# Жёссе, Теофиль
Теофиль Жёссе (фр. Théophile Jeusset; 25 апреля 1910; Рен, Франция — 14 мая 1968; Нант) — бретонский писатель-националист и политический активист. Также известен под своим бретонским псевдонимом Жан-Ив Керодрен (Jean-Yves Keraudren).
Родился в Рене.
В юности вступил в националистическую Бретонскую национальную партию (ПНБ).
Во время Второй мировой войны создал собственную партию — Бретонское социал-националистическое рабочее движение, однако ему не удалось привлечь к себе много сторонников. В конце концов Жёссе присоединился к ополчению Безен Перро под руководством Селестина Лайне, которое было связано с СС. После войны был схвачен и приговорён к пожизненным принудительным работам, однако в 1951 году его освободили из тюрьмы.
В 1965 году были опубликованы его автобиографические мемуары «Против течения».
Также писал статьи для Barr-Heol и Hor Yezh.

## Произведения
Книги
- Sous le pseudonyme de Jean-Yves Keraudren : À contre-courant, éd. du scorpion, 1965, 189 p.
- Заметки к биографии Роберта Эрвезеля, архитектора аббатства Фонтевро, Al Liamm, nn 102), 1964. Так звали бедняка Роберта Эрврежелла (Робер д'Арбриссель).